# Gothic (Computerspiel)
Gothic ist ein Computer-Rollenspiel des Bochumer Entwicklerstudios Piranha Bytes und der erste Teil der Gothic-Computerspieleserie. Es wurde 2001 von Shoebox für Windows veröffentlicht. Darin steuert der Spieler einen namenlosen Spielercharakter durch eine mittelalterlich wirkende Fantasywelt. Als verurteilter Straftäter wird der Spielercharakter in eine von einer magischen Barriere umschlossene Minenkolonie verbannt. Er begibt sich auf eine Erkundungsreise durch das abgeschottete Minental, um einen Weg aus dem magischen Gefängnis zu finden.
Die fortschrittliche Grafik und die offene Spielwelt mit ihrer im internationalen Vergleich düsteren und rauen Atmosphäre bescherte dem Titel vor allem auf dem europäischen Markt eine große Anhängerschaft und Erfolg, was den Grundstein für mehrere Fortsetzungen (Gothic II und Gothic 3) legte. Die Rechte an der Marke gingen 2019 an den Publisher THQ Nordic. Eine Portierung des Spiels für die Hybrid-Spielekonsole Nintendo Switch erschien im Jahr 2023 unter dem Titel Gothic Classic. Ein Remake von Gothic befindet sich bei dem Studio Alkimia Interactive in Entwicklung. Neben dem Remake ist für 2026 auch eine Veröffentlichung von Gothic Classic für PlayStation 4, PlayStation 5, Xbox One und Xbox Series X/S angekündigt.

## Handlung
Das Spiel beginnt mit einer Videosequenz, in der die Vorgeschichte der Spielwelt erzählt wird. Das Königreich Myrtana befindet sich im Krieg mit den Orks, und Waffen aus magischem Erz haben kriegsentscheidende Bedeutung. Dieses Erz wird auf der Insel Khorinis abgebaut, auf welcher König Rhobar II. eine Gefängniskolonie im Abbaugebiet errichten ließ. Der König veranlasste die Errichtung einer magischen Barriere um das Gebiet, die das Eindringen zulassen, jedoch das Ausbrechen unmöglich machen sollte. Dabei ereignete sich ein ungeklärter Fehler, infolge dessen die Barriere sich ausdehnte und die Magier und das gesamte Tal einschloss. In der nun folgenden Revolte überwältigten die Gefangenen die Wachen und traten anschließend in Verhandlungen mit dem König. Sie bauten weiterhin Erz ab und wurden dafür vom König, der auf die Erzlieferungen angewiesen war, nach ihren Wünschen versorgt.
In diese Barriere wird der Spieler nun geworfen, und es ist seine erste Aufgabe, sich einen Platz in einem der drei Lager innerhalb der Barriere zu erkämpfen. Zur Auswahl stehen das Lager einer Sekte im Sumpf, das Alte Lager, welches für den König arbeitet, und das Neue Lager, wo an einem Ausbruch gearbeitet wird. Unabhängig davon, für welches Lager sich der Spieler entscheidet, führt ihn seine nächste Aufgabe in das Lager der Sekte, wo er bei den Vorbereitungen einer Anrufung des Schläfers, dem Gott der Bruderschaft, helfen soll. Im Zuge der Anrufung stirbt deren geistiger Führer, und es wird klar, dass der Schläfer ein böses Wesen ist. Einer der Gurus, Cor Kalom, findet sich jedoch nicht mit dieser Entwicklung ab und begibt sich selbst auf die Suche nach dem Schläfer. Die Sekte setzt ihre Hoffnung nun auf die Ausbruchspläne der Wassermagier des Neuen Lagers, und der Spieler unterstützt diese Fraktion von nun an.
Das Neue Lager hat eine gigantische Menge Erz angehäuft, mittels derer die Wassermagier die Barriere sprengen wollen. Um den Ausbruchsplan der Wassermagier realisieren zu können, müssen noch einige Vorbereitungen getroffen und Dinge beschafft werden. Diese Aufgaben übernimmt wieder der Spieler. Die Handlung erhält eine entscheidende Wendung, als die Mine des Alten Lagers einstürzt. Gomez, der Anführer des Alten Lagers, lässt daraufhin die Mine des Neuen Lagers erobern, und ermordet die Feuermagier, die sich ihm in den Weg stellen wollen. Die Magier des Wassers, welche auf die Unterstützung der Feuermagier bei ihrem Ausbruchsplan gezählt hatten, schicken den Helden daraufhin zu einem weiteren Magier: Den Dämonenbeschwörer Xardas, der zurückgezogen in einem Turm lebt, und vollkommen andere Pläne für den Ausbruch hat. Der Held entscheidet sich, von nun an für Xardas zu arbeiten, nachdem dieser ihm berichtet, der Schläfer sei ein böser Dämon und verantwortlich für die außer Kontrolle geratene Barriere. Um die Barriere zum Einsturz zu bringen, muss der Dämon getötet werden, der in einem Tempel unter der Stadt der Orks lebt.
Als der Held diesen Tempel erkundet, muss er feststellen, dass die Wächter des Schläfers mit seinen Waffen nicht zu verwunden sind. Allerdings findet er ein besonderes Schwert, genannt Uriziel, welches nach Aussage von Xardas wieder mit magischer Energie aufgeladen werden muss. Diese bietet der Erzhaufen des Neuen Lagers, welchen der Held aller Energie beraubt. Nach der Flucht vor den dadurch erzürnten Wassermagiern begibt sich der Spieler wieder in den Tempel, wo er sich den Weg zum Schläfer freikämpft und dabei auf Cor Kalom trifft. Nach dem Showdown wird der Schläfer aus der Welt verbannt. Der Held erzählt im Epilog, dass er sich zurück an das Tageslicht begab und das Abenteuer erst jetzt beginnt.

## Spielwelt

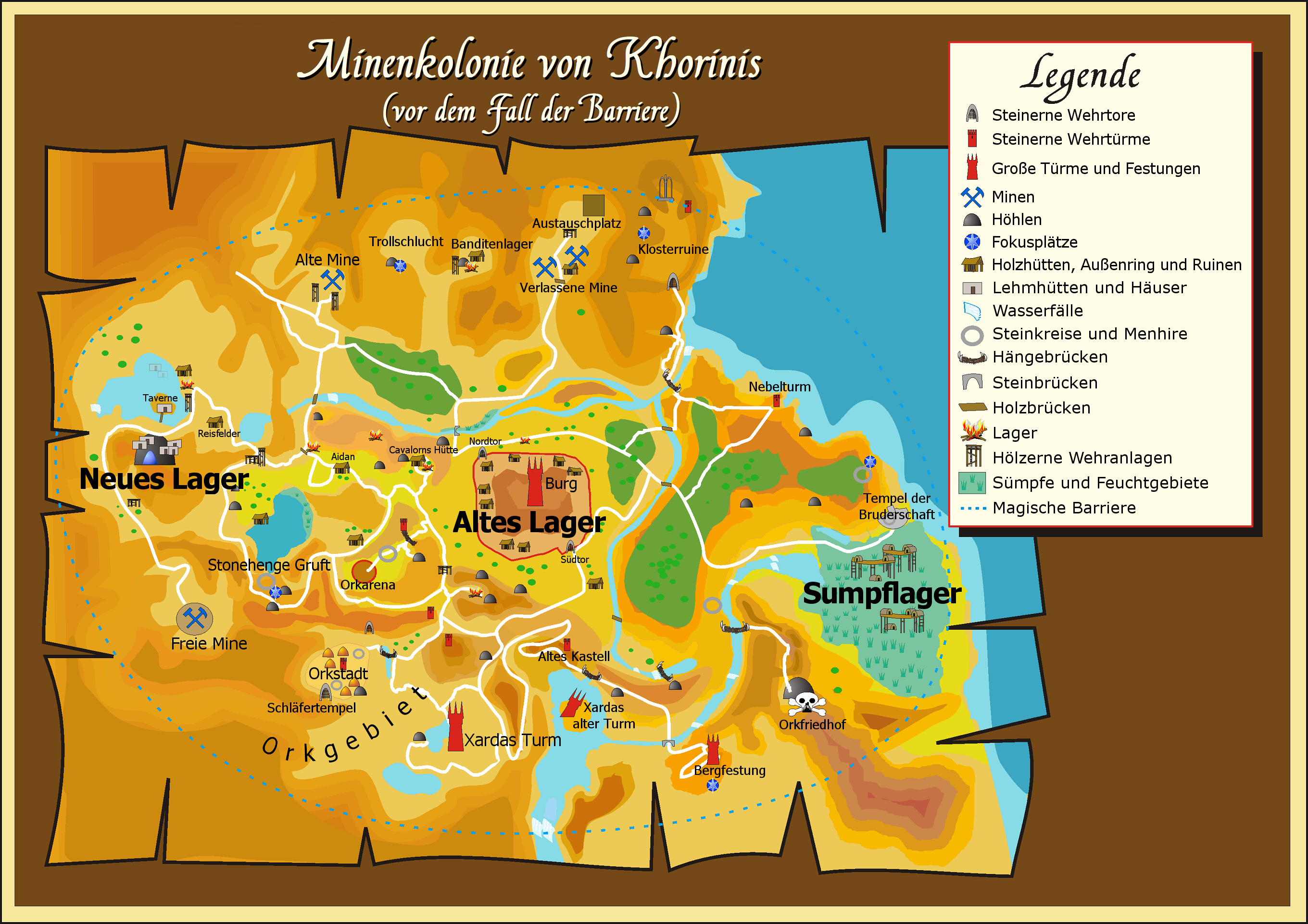
Karte des Minentals

Die Spielwelt wird durch die Barriere und die das Tal umgebenden Berge begrenzt. Innerhalb der Barriere befinden sich verschiedene Gebiete, so etwa der Sumpf und die Küste im Osten, die Berge im Norden und im Westen, im Süden das verödete Orkgebiet und im Zentrum Wälder und Wiesen. Manche Bereiche sind dabei aufgrund der Gegner gefährlicher als andere, so dass der Spieler erst mit fortschreitendem Spielverlauf auch die gesamte Welt erkunden kann.
Zwischen den Lagern und anderen wichtigen Orten existieren Pfade, diese stellen in der Regel zwar nicht die kürzeste, jedoch die sicherste Verbindung dar. Da die Barriere von Gesetzlosen und wilden Tieren bevölkert wird, muss der Spieler sich vorsichtig bewegen. Insbesondere von den Wäldern und dem Orkgebiet wird dem Spieler anfangs abgeraten. Außerdem gibt es eine Reihe von Dungeons, die besonders gefährliche Orte darstellen, jedoch im Rahmen gewisser Aufgaben erforscht werden müssen.
Die Bevölkerung ist vorwiegend männlich, Frauen stehen nur den Machthabern als Sklavinnen zur Verfügung. Das Szenario ist mittelalterlich und ärmlich, die meisten Gebäude sind entweder behelfsmäßig errichtet worden oder im Verfall begriffen. Die Götterwelt um Innos (Gott des Lichtes und der Rechtschaffenen), Adanos (Gott des Wassers und des Ausgleichs) und Beliar (Gott der Finsternis und des Bösen) wird in Gothic nur sehr spärlich beschrieben. Die Gottheiten werden genauer in Gothic 2 bzw. bei der Gothic-2-Erweiterung Die Nacht des Raben erklärt. Die Wassermagier verehren den Gott Adanos, hingegen die Feuermagier Innos. Beliar wird von den Schwarzmagiern angebetet, die vorwiegend erst im dritten Teil zu finden sind.

### Die Lager
In Gothic haben sich die Gefangenen in insgesamt drei Lagern organisiert. Die Beziehungen zwischen den Lagern und das daraus resultierende Konfliktpotential bilden ein wichtiges Moment der Handlung im Spiel. In allen Lagern besteht eine feste Hierarchie, in der der Spieler aufsteigen kann.
- Altes Lager: Das größte der Lager ist das Alte Lager, in und um die ursprünglichen Garnisonsburg gelegen, die sich im Zentrum des Minentals befindet. Um die Burg wurde von den Gefangenen ein aus Holzhütten und -palisaden bestehender Außenring errichtet. Befehlshaber sind die Erzbarone, allen voran Gomez. Unter ihnen dienen die Gardisten, die Kämpfer des Lagers, welche wiederum über den Schatten stehen, die sich als Händler, Diebe und Jäger betätigen. Die unterste Schicht bilden die Buddler, welche das Erz in den Minen abbauen. Eine Sonderstellung in diesem Lager nehmen die Magier vom Kreis des Feuers ein. Sie stehen außerhalb der Hierarchie, werden jedoch respektiert und arbeiten mit den Erzbaronen zusammen. Zum Alten Lager gehört außerdem noch die Alte Mine, welche von Gardisten und Schatten bewacht wird. Das Alte Lager tauscht Erz für Waren aller Art mit der Außenwelt.
- Neues Lager: Das Neue Lager befindet sich in den Bergen im Westen der Barriere. Die Anhänger dieses Lagers arbeiten an einem Ausbruchsplan, sie lehnen den Handel mit der Außenwelt ab und sind daher mit dem Alten Lager verfeindet. In der Hierarchie des Neuen Lagers stehen die Magier vom Kreis des Wassers an erster Stelle, sie entwickeln den Ausbruchsplan. Für sie arbeiten die Söldner, sie beschützen die Magier und führen Aufträge für sie aus. An dritter Stelle stehen die Banditen, darunter die Schürfer, die in der Mine des Neuen Lagers, der Freien Mine, das Erz für den Ausbruch fördern. Daneben gibt es noch Bauern, welche unter dem Kommando des Reislords und seiner Schläger für den Reisanbau zuständig sind. Das Neue Lager versorgt sich durch den Anbau von Reis und durch Überfälle auf das Alte Lager.
- Sumpflager: Das Sumpflager ist das Lager der Bruderschaft und liegt im Sumpf im Südosten der Barriere. Die Sekte betet den Schläfer an in der Hoffnung, dieser würde ihnen zur Flucht verhelfen. Sie führen freundschaftliche Handelsbeziehungen mit den beiden anderen Lagern und versuchen, dort neue Anhänger für ihre Sache zu missionieren. Der geistige Führer der Bruderschaft ist Y’Berion, unter ihm stehen die Gurus, welche den Titel Baal tragen. Die praktische Befehlsgewalt hat der Guru Cor Kalom. Des Weiteren gibt es die Templer, die Kämpferkaste des Lagers. Sie schützen das Lager vor Sumpfhaiattacken, zudem begeben sich Delegationen von Templern zur Alten Mine, um dort Minecrawler wegen deren Zangensekret zu jagen. Die Novizen schließlich sind die Arbeiter, welche dem Anbau und der Verarbeitung von Sumpfkraut nachgehen und den Lehren der Baals horchen. Die Befehlshaber des Sumpflagers leiten ihren Machtanspruch vom Willen des Schläfers ab, das Streben der Bruderschaft gilt primär der spirituellen Erleuchtung. Das Sumpflager versorgt sich durch den Handel mit Sumpfkraut, welches eine berauschende Wirkung ähnlich wie Marihuana hat.

### Charaktere
In Klammern angegeben sind die deutschen Synchronsprecher
- Der namenlose Held (Christian Wewerka): Zu Beginn des Abenteuers wird die Spielfigur in die sogenannte „Strafkolonie“ verbannt. Über seine Vergangenheit und seinen Namen ist nichts bekannt, es ist eine Eigenheit der Gothic-Reihe, dass er seinen Namen nie nennen kann. Doch der Held kann sich nicht damit abfinden in der „Kolonie“ gefangen zu sein und legt alles daran, eines Tages die Barriere zu zerstören.
- Diego (Uwe Koschel): Diego ist einer der führenden Schatten des Alten Lagers. Er ist der erste Charakter, den der Spieler kennenlernt, und er greift dem Helden immer wieder unter die Arme. Diego ist ein gerissener Dieb und wurde in die Barriere geworfen, weil ihn sein Auftraggeber verriet. Will sich der Spieler dem Alten Lager anschließen, ist Diego sein Mentor.
- Gorn (Helge Heynold): Gorn ist ein Söldner im Neuen Lager, der wegen Ketzerei in die Barriere geworfen wurde. Er ist ein abenteuerlustiger Kämpfer, der dem Spieler immer wieder zur Seite steht. Er ist Lee, dem Anführer der Söldner, treu ergeben, und kannte ihn schon aus seiner Zeit außerhalb der Barriere, als beide noch Schulter an Schulter in der königlichen Armee kämpften.
- Milten (Dieter Gring): Milten Plescott ist ein junger Feuermagier aus dem Alten Lager. Er wurde in jungen Jahren zwangsrekrutiert. Er war ein Deserteur, wurde aufgrund dessen und des Diebstahls eines Apfels in die Barriere geworfen, und ließ sich dort dann zum Magier ausbilden. Er ist sehr jung und vertraut dem Helden blind. Er überlebt durch Zufall den feigen Mord der Erzbarone an den Feuermagiern und unterstützt daraufhin den Helden in seinem Kampf gegen den Schläfer.
- Lester (Peter Heusch): Lester ist ein Novize des Sumpflagers. Er ist unter den Novizen hoch angesehen und kümmert sich um Neulinge im Sumpflager. Dadurch lernt er den Helden kennen und unterstützt ihn im Spielverlauf mit allerlei Ratschlägen. Lester ist kein großer Kämpfer, trotzdem versucht er immer, den Helden zu unterstützen. Er wurde in die Barriere geworfen, weil er zwei Wachen tot schlug, die ihn wegen einer Nichtigkeit verhaftet hatten.
- Xardas (Bodo Henkel): Xardas ist ein ehemaliger Feuermagier. Er war maßgeblich an der Erschaffung der Barriere beteiligt, indem er die Kräfte der anderen Magier lenkte. Bei der Erschaffung der Barriere wurde er wie alle anderen Magier von dieser eingeschlossen. Er studiert die Künste der Dämonen- und Totenbeschwörung. Als die anderen Feuermagier das herausfanden, wurde er verbannt. Seitdem lebt er zurückgezogen in einem Turm im Gebiet der Orks. Er klärt den Helden über den Schläfer auf und leitet ihn bei seinem Kampf gegen den Dämon an. Xardas Beweggründe bleiben ungewiss, der Held arbeitet jedoch notgedrungen mit ihm zusammen.
- Der Schläfer: Der Schläfer ist ein Erzdämon, der von den Orks zur Unterstützung im Kampf gerufen wurde. Er geriet jedoch außer Kontrolle und machte die Priester der Orks zu Untoten. Die Orks bauten ihm einen gewaltigen Tempel, der gleichzeitig ein Gefängnis sein sollte. Durch die Erschaffung der Barriere wurde er aus seinem Schlaf geweckt, seitdem arbeitet er an einer Vergrößerung seiner Macht. Er bringt Y’Berion dazu, die Bruderschaft des Sumpfes zu gründen. Der Held verbannt ihn schlussendlich wieder, indem er die Herzen der Priester durchstößt, aus denen der Schläfer seine Macht bezieht. Nachdem der Schläfer verbannt worden ist, bricht die Barriere zusammen.
- Y’Berion (Aart Veder): Er ist der Anführer des Sumpflagers. Nach einer Vision des Schläfers hat er die Bruderschaft des Schläfers gegründet. Im Glauben, dass der Schläfer ihm einen Weg aus der Barriere weisen wird.
- Cor Kalom (Michael Deckner): Cor Kalom ist der zweitmächtigste Mann im Sumpflager, nach Y’Berion, der aber durch eine starke Vision des Schläfers getötet wird. Cor Kalom ist einer der wenigen, die den Schläfer auch nach der großen Anrufung nicht als Dämon sehen wollen. Daraufhin leitet er eine eigene Expedition auf der Suche nach dem Schläfer und wird so zu einem Widersacher des Helden.
- Lee (Hans-Jörg Karrenbrock): Lee ist der Anführer der Söldner des Neuen Lagers. Die Söldner wiederum unterstehen direkt den Wassermagiern. Lee war einst einer der höchsten Generäle der königlichen Armee und einer der engsten Vertrauten und Berater des Königs. Doch die anderen Adeligen sahen durch Lee ihre Machtposition gefährdet und hängten ihm den Mord an König Rhobars Frau an. Durch seine enge Beziehung zum König und seine Verdienste zum Vaterland wurde er vor dem Galgen bewahrt. Aber der König hatte keine Wahl, als ihn zu verurteilen und die einzige alternative Möglichkeit war die Kolonie. Lee schwor sich: Sollte eines Tages die Barriere fallen würde er Rache an seinen Verrätern nehmen.
- Lares (Uwe Koschel): Lares ist der Anführer der Banditen im Neuen Lager und Lees rechte Hand. Er organisiert Überfälle auf Konvois des Alten Lagers und verteilt die Beute unter seinen Männern.
- Mud (Joachim Pütz): Mud kann man als ein Easter Egg sehen. Er befindet sich im Alten Lager. Kommt man in seine Nähe, so spricht er den Helden an und will Freundschaft schließen. Daraufhin folgt er dem Helden überall hin und spricht ihn immer wieder an. Mud hört dem Helden erst auf zu folgen, wenn man ihn niederschlägt.
- Cor Angar (Hans-Jörg Karrenbrock): Cor Angar ist der Anführer der Templer im Sumpflager. Er erbaute es zusammen mit Cor Kalom und Y’Berion und ist Y’Berions Leibwächter.
- Thorus (Helge Heynold): Thorus ist der Anführer der Gardisten im Alten Lager. Er rebellierte zusammen mit Gomez gegen die Wärter und führt ein hartes Regiment in der Burg.
- Gomez (Uwe Koschel): Gomez ist der oberste Erzbaron und Herrscher über das Alte Lager. Er rebellierte mit Thorus und den meisten anderen Gardisten gegen die Wächter und hielt schon seit seiner Zeit als Gefangener eine Art Führungsposition inne.
- Saturas (Bodo Henkel): Saturas ist der oberste Wassermagier und Anführer des Neuen Lagers. Er verfolgt den Plan, die Barriere mit einer großen Menge magischen Erzes zu sprengen. Dazu benötigt er einen Almanach sowie die fünf Fokussteine, die zur Erschaffung der Barriere verwendet wurden, um die magische Energie zu bündeln.
- Ian (Helmut Winkelmann): Ian ist der Chef der Alten Mine, die zum Alten Lager gehört, wo magisches Erz gefördert wird. Dies wird von den Erzbaronen zum Tausch mit der Außenwelt gegen Waren aller Art, wie auch Sklavinnen benötigt und von den Buddlern des Alten Lagers abgebaut. Der namenlose Held und Ian treffen in zwei Quests aufeinander (Bedarfsliste und Minecrawlerkönigin).

### Monster
Die Monster in Gothic setzen sich aus Abwandlungen real existierender Tiere, wie Wölfe und Warane, Wesen aus Fantasy und Mythologie, wie Orks, Trolle, Goblins, Zombies, Skelette, Orkhund, Harpyien, Golems und Dämonen und Eigenkreationen wie Scavenger, Blutfliegen, Sumpfhaie, Bluthunde, Schattenläufer, Beisser, Lurker und Minecrawler zusammen. Mit Snappern und Razors beinhaltet das Spiel auch an Saurier (Raptoren) angelehnte Gegner. Die friedlichen Fleischwanzen entsprechen übergroßen Kellerasseln, während Molerats wie riesige Nacktmulle aussehen.

## Spielprinzip
Das Spiel wird in der Third-Person-Ansicht (Verfolgerkamera) mit der Tastatur oder alternativ mit Maus und Tastatur gespielt. Eine Einstellung des Schwierigkeitsgrades ist nicht möglich.

### Kampfsystem
Der Nahkampf in Gothic wird mit der Tastatur gesteuert. Da das Kampfsystem ein Blocken und Unterbrechen von Angriffen ermöglicht, ist das Timing ein wichtiger Faktor um einen Treffer zu landen. Es gibt sowohl Einhand- als auch Zweihandwaffen für den Nahkampf.
Der Fernkampf ist mit dem Bogen oder der Armbrust möglich, die Zielerfassung erfolgt automatisch zum nächstgelegenen Gegner in der anvisierten Richtung. Die Schadensquote ist abhängig von den Attributen (Rüstung) des Kontrahenten.
Auch bei magischen Angriffen wird das Ziel automatisch erfasst. Eine Möglichkeit nicht getroffen zu werden besteht darin, den relativ langsamen Angriffen auszuweichen. Es gibt Zauber, die nicht dem Angriff dienen, sondern dem Spieler alternative Lösungsmöglichkeiten eröffnen. So kann er sich zum Beispiel in ein Tier verwandeln oder auch einen Gegner in den Schlaf versetzen.
Rüstungen erhöhen den Verteidigungswert des Spielers.
Bei einem erfolgreichen Kampf mit einer Nahkampfwaffe werden menschliche Gegner nicht getötet; sie werden bewusstlos. Um den Gegner zu töten, ist eine weitere gezielte Aktion erforderlich (Finishing Move). Magie- und Fernangriffe töten Gegner sofort.

### Charakterentwicklung
Eine Erstellung des Charakters vor Spielbeginn ist bei Gothic nicht möglich. Außerdem ist der Name des Helden nicht bekannt, jedes Mal, wenn der Held seinen Namen nennen möchte, wird er unterbrochen. Das hat sich auch in folgenden Gothic-Teilen nicht geändert. Durch das Erledigen von Aufgaben, das Niederschlagen von Gegnern und das Erlegen von wilden Tieren erhält der Held Erfahrungspunkte. Sobald der Spieler einen gewissen Punktestand erreicht, steigt er ein Level auf und erhält dabei Lernpunkte. Diese können bei geeigneten Lehrern in Fähigkeiten und Attribute oder Steigerungen derselben umgewandelt werden.
Man kann seinen Charakter in vier verschiedenen Nah- und Fernkampf-Techniken ausbilden, die jeweils in zwei Stufen unterteilt sind. Zu diesen Techniken gehört der Nahkampf mit Einhand- sowie Zweihandwaffen sowie der Fernkampf mit Bogen oder Armbrust. Durch Ausbildung dieser Fertigkeiten erhält der Spieler eine höhere Chance einen Volltreffer zu erzielen, wobei der Waffenschaden doppelt zählt. Zudem sieht man beim Charakter verbesserte Waffenhaltung und schnellere Kombinationen von Attacken. Bei Nahkampfangriffen wird zusätzlich zum Waffenschaden außerdem das Stärkeattribut des Charakters zur Schadensberechnung hinzugezogen. Beim Fernkampf zählt nur der Waffenschaden, der Geschicklichkeitswert hat hierbei allerdings einen Einfluss auf die grundsätzliche Trefferwahrscheinlichkeit.
Neben den Grundattributen Stärke und Geschick ist es außerdem möglich, das Mana des Helden zu steigern. Dieses stellt eine Grundvoraussetzung zum Wirken von Zaubern dar. Zudem gilt es als Magier, bis zu sechs aufeinander aufbauende Kreise der Magie zu erlernen, die Voraussetzung für immer stärkere Runen-Zauber sind.
Abseits der Kampffertigkeiten gibt es die Diebesfertigkeiten Schleichen, Schlösser öffnen und Taschendiebstahl, sowie die Möglichkeit Akrobatik oder das Ausweiden von verschiedenen Tiertrophäen zu erlernen.
Die Anzahl der Lebenspunkte erhöht sich beim Stufenaufstieg automatisch.

## Entwicklungsgeschichte

Das Studio Piranha Bytes wurde in Bochum zur Entwicklung von Gothic gegründet

Die Ursprünge von Gothic gehen auf ein Freizeitprojekt von drei Informatikstudenten zurück. Beeindruckt von der 3D-Grafik eines Ultima Underworld wollten Dieter Hildebrandt, Ulf Wohlers und Bert Speckels ein eigenes 3D-Rollenspiel mit First-Person-Perspektive und einem düsteren Ambiente entwickeln. Sie bezeichneten sich als Mad Scientists und entwickelten zunächst eine 3D-Engine, stießen beim Gamedesign irgendwann jedoch an Grenzen. Um Unterstützung zu bekommen, stellten sie ihr Projekt Finster verschiedenen etablierten Entwicklerstudios vor, darunter Sunflowers und Attic Entertainment. Sie einigten sich im August 1996 auf einen Kooperationsvertrag mit Greenwood Entertainment, das damals zur Funsoft-Gruppe gehörte. Als nach etwa einem Jahr Funsoft in finanzielle Schieflage geriet und Greenwood sich dadurch weitgehend auflöste, entschieden sich vier Mitarbeiter zur Gründung eines neuen Studios, das sie Piranha Bytes nannten und mit dem sie das Projekt weiter vorantreiben wollten. Die Mad Scientists waren als Programmierer weiterhin Teil des Entwicklungsteams, blieben aber eigenständig.

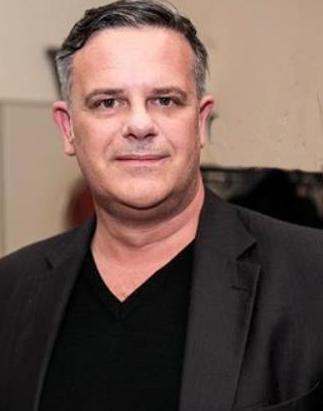
Tom Putzki, einer der vier Gründer von Piranha Bytes

Stefan Nyul, Michael Hoge, Alexander Brüggemann und Tom Putzki, die Gründer von Piranha Bytes, begannen offiziell am 4. Oktober 1997 mit der Entwicklung von Gothic. Stefan Nyul agierte dabei anfangs als Geschäftsführer und kümmerte sich um die Zusammenarbeit mit den externen Programmierern. Michael „Mike“ Hoge war für Gamedesign, Art-Design und Texturen zuständig. Alexander Brüggemann kümmerte sich um Charakterdesign und Animierung und Tom Putzki begann mit der Erstellung des 3D-Modells der Spielwelt. Eine Inspiration für das Design der Welt war die düstere Filmdystopie Die Klapperschlange mit Kurt Russell als einzelgängerischen Anti-Helden Snake Plisskin. Die Idee der abgeschotteten Halbinsel Manhattan wurde auf das von einer magischen Barriere umschlossene Minental übertragen, um eine logische Begrenzung der ansonsten offenen Spielwelt liefern zu können. Wegen des Erfolgs von Tomb Raider entschied man sich, die First-Person-Perspektive durch eine Third-Person-Ansicht zu ersetzen. Auf Vorschlag von Bert Speckels erhielt das Spiel in Anlehnung an die Gothic-Subkultur im Februar 1998 schließlich seinen finalen Titel. Ausschlaggebend war unter anderem, dass die Entwickler die atmosphärischen Konnotation als passend empfanden und der Titel auch für die angestrebte internationale Vermarktung erfolgversprechender klang.
Nach ersten Presseberichten wurde im Februar 1999 ein Publishing-Deal mit dem noch neuen Unternehmen Egmont Interactive unterschrieben. Obwohl ursprünglich eine Veröffentlichung für Ende 1999 angepeilt war, soll es auch Anfang 2000 noch an allen Enden gefehlt haben und das obwohl man nun einen Release im Mai desselben Jahres plant. Grund für den unfertigen Zustand in dieser Phase der Entwicklung sollen mitunter häufige Änderungen an Dialogen und Spielwelt gewesen sein.

„Mir war es nie genug, ich wollte immer noch eine Schippe drauflegen.“

Das Alte Lager sei im Laufe der Entwicklung insgesamt dreimal neu modelliert und designt worden. Während Piranha Bytes Mutterkonzern Phenomedia 1999 an die Börse geht, können die Entwickler von Gothic den jungen Publisher Egmont Interactive immer wieder zu Verschiebungen und damit mehr Geld überreden, bis Ende 2000 schließlich ein Ultimatum gesetzt wird. Das führt zu einer hohen Zahl von Überstunden in den letzten Entwicklungsmonaten – einer sogenannten „Crunch Time“.
Schlussendlich ging Gothic im Februar 2001 in das Presswerk und wurde am 15. März 2001 offiziell unter dem Label Shoebox von Egmont Interactive und dtp entertainment veröffentlicht, nachdem bereits zwei Tage zuvor erste Pappschachteln in den Regalen der Märkte standen. Ein erster Patch war unterdessen bereits angekündigt.
Nach dem Erscheinen 2001 wurden vor allem das unübersichtliche Inventar und die umständliche Tastatursteuerung kritisiert. Die Steuerung wurde erst kurz vor Release um eine Maussteuerung erweitert, die jedoch einen unfertigen Eindruck machte. Besonders störend waren zahlreiche Bugs, die zu Spielabstürzen führten oder das Lösen einiger Quests verhinderten. Lange Ladezeiten und hohe Hardware-Anforderungen an die Rechnergeneration des Erscheinungsjahres 2001 trübten ebenfalls das Spielvergnügen mancher Spieler. Der Großteil dieser Fehler konnte durch die nachfolgenden Patches beseitigt werden, verbliebene Probleme wurden teilweise durch von der Spielergemeinde erstellte inoffizielle Patches behoben.
Der Soundtrack des Spiels wurde von Kai Rosenkranz – damals Programmierer bei Piranha Bytes – komponiert.
Die Umsetzung von Gothic für den internationalen Markt scheiterte anfangs an Lizenz-Streitigkeiten zwischen dem angekündigten Publisher JoWood und Egmont Interactive. Im September 2001 wurde schließlich bekannt gegeben, dass Xicat die Veröffentlichung der zu diesem Zeitpunkt bereits länger fertiggestellten englischsprachigen Version außerhalb Deutschlands übernehmen werde. Geplant sei die Veröffentlichung in Nordamerika, Frankreich, Benelux, Skandinavien, England, Italien, Australien, Neuseeland und Korea.
Nachdem THQ Nordic das Entwicklerstudio Piranha Bytes 2019 samt allen Markenrechten übernommen hatte, kündigte der Publisher Anfang August 2023 die Veröffentlichung einer Switch-Portierung für den 28. September desselben Jahres an. Neben Anpassungen an Steuerung und Benutzeroberfläche enthält die Portierung mit dem Titel Gothic Classic auch Bugfixes. Am 1. August 2025 wurde angekündigt, dass das Spiel zusammen mit seinen beiden Nachfolgern 2026 als Classic-Trilogie auch für PlayStation 4, PlayStation 5, Xbox One und Xbox Series X/S erscheinen soll.

### Technik
Die vom externen Programmierer-Team „Mad Scientists“ entwickelte Grafik-Engine entstand aus der Faszination der beiden Schulfreunde Dieter Hildebrandt und Ulf Wohlers für die 3D-Grafik von Ultima Underworld. Basierend auf den damals verfügbaren Informationen entwickelten sie eine gridbasierte 3D-Engine, auf deren Grundlage sie zusammen mit Dieters Studienfreund Bert Speckels auch die Demo zu Finster entwickelten. Als 1996 der Kooperationsvertrag mit Greenwood zustande kam, lagen die ersten Arbeiten an der Engine bereits fünf Jahre zurück und die Grafik wirkte mittlerweile veraltet. Daher entwickelten sie die Engine auf Grundlage der Programmiersprache C++ neu. Ursprünglich notierte sie als zEngine, in Anlehnung an die XnGine von The Elder Scrolls und da der Benennung der Ressourcen-Dateien ein „z“ voranging. Diese Notation wandelte sich mit der Zeit in ZenGine. Die ZenGine ermöglichte eine für damalige Verhältnisse hohe Sichtweite. Sie kam im Nachfolgespiel Gothic 2 in modifizierter Form ebenfalls zum Einsatz. Im Juli 2001 veröffentlichte Piranha Bytes ein Modkit zu Gothic.
Ein Mehrspielermodus war ursprünglich geplant, wurde von den Entwicklern jedoch nicht umgesetzt. Als Grund wurde der enorme Aufwand genannt. Einige von Fans erstellte Modifikationen erlauben allerdings inzwischen das gemeinsame Spielen in der Gothic-Engine.

## Rezeption

### Zeitgenössisch
Das deutschsprachige Computerspielmagazin GameStar bezeichnete Gothic in seinem Test von 2001 als stimmungsvolles Rollenspiel aus Deutschland. Hervorgehoben wurde die hohe Sichtweite, und dass es abgesehen von wenigen größeren Höhlen keine Ladegrenzen gibt. Dies bedingte damals allerdings eine entsprechend starke PC-Hardware und selbst auf leistungsstarken Rechnern vergleichsweise lange Ladezeiten. Besonders positiv wurden die Tag- und Nachtzyklen gewertet, welche sich nicht nur auf den Tagesablauf von NPCs, sondern auch das Verhalten von Tieren und Monstern auswirken. Hierbei wurde der Vergleich zu Ultima IX: Ascension gezogen, das keinerlei Tagesroutinen biete.

„Hügel, Wälder und Siedlung gemeinsam ergeben eine der glaubwürdigsten Spielewelten, die es bislang am PC zu erkunden gab. Jedenfalls, wenn die entsprechende Hardware vorhanden ist.“

Laut Bravo Screenfun ist Gothic besser als Ultima IX. Man sprach im Test vom „Rollenspiel-Highlight des Jahres 2001“. Gelobt wurden Atmosphäre, Grafik, der Umfang an Aufträgen, eine gute Gegner-KI und eine lebendige Spielwelt. Kritisiert wurden lange Ladezeiten und ein hoher Schwierigkeitsgrad.

„Erstklassiges High-End-Rollenspiel mit spektakulärer Grafik und fantastischer Spieltiefe“

Jörg Luibl vom Online-Magazin 4Players bezeichnete den Titel gar als Ausnahmespiel, von dem er annahm, dass es „weltweit neue Maßstäbe in Sachen Rollenspiel setzt.“ Der Grund seien dichte Atmosphäre, große Handlungsfreiheit und sehr gute Queststruktur. Lediglich die zahlreichen Gameplay-Bugs trübten den Gesamteindruck.
Im Test der PC Games wird vor allem tolle Grafik hervorgehoben. Außerdem biete das Spiel gigantische Areale und viel Freiheit. Laut Rüdiger Steidle habe man es zudem geschafft, die umständliche Steuerung der Preview-Version glattzubügeln. Erst durch das unter Zeitdruck integrierte Maus-Interface ist es ihm möglich, „die Reise durch den Freiluftknast“ richtig zu genießen.

„Trotz dreijähriger Entwicklungsspanne gehört die Grafik zum Besten, was sich in Sachen Rollenspiel je auf meinem Bildschirm abgespielt hat.“

### Retrospektive
PC Games nennt Gothic in einem Video zum 15-jährigen Jubiläum des Spiels 2016 ein tolles umfangreiches Rollenspiel, mit dem sich in Sachen Wiederspielwert und Weltdesign selbst heute nicht viele RPGs messen können. Das Spiel punkte außerdem mit Atmosphäre. So sei die Umgebung nicht nur Kulisse und NPCs zeigen glaubhafte Reaktionen. Im Rückblick sei außerdem besonders interessant, wie Gothic die Fähigkeiten des Helden darstellt. Während er anfangs reichlich ungeschickt auf Gegner einhackt, folgen mit steigendem Level eindrucksvolle Kombinationen. Kritisiert werden die Inventarbedienung sowie die Bugs zu Release und damals hohe Hardwareanforderungen.
In der Retrospektive platzierte die GameStar das Spiel 2018 auf Platz 135 ihrer Liste der 250 besten PC-Spiele aller Zeiten. Mit seinem „anspruchsvollen Open-World-Design“ lasse es „jede mit Symbolen gepflasterte Ubisoft-Weltkarte vor Neid erblassen“. Ein Jahr später folgte außerdem eine Platzierung auf dem fünfundzwanzigsten Platz der 100 besten PC-Rollenspiele aller Zeiten und 2021 der einundzwanzigste Platz unter den 100 besten Open-World-Spielen.
Laut einem 2016 auf Rock, Paper, Shotgun erschienenen englischsprachigen Artikel sei Gothic glaubhafter als die meisten modernen Computer-Rollenspiele.

### Verkaufszahlen
Einem Beitrag des deutschen Fachmagazins GameStar aus dem Jahr 2003 zufolge blieb Gothic der internationale Durchbruch verwehrt.
Der Spielentwickler Mike Hoge gab in einem Interview an, dass das Spiel mehrere Millionen in der Entwicklung gekostet, aber nur ein paar davon wieder eingespielt habe.
Laut der deutschen Fanseite World of Gothic habe jeder Gothic-Teil Verkaufszahlen in sechsstelliger Höhe erreicht. Der Autor mutmaßt, dass durchaus Gewinne geflossen seien, wohl nur nicht für alle Beteiligten.
In einem Forenpost vom Januar 2009 sprach Michael Rüve, der Geschäftsführer von Piranha Bytes, von Verkaufszahlen, die erheblich höher als 100.000 Stück lägen, selbst wenn man die CD-Beigaben in Computerspielmagazinen nicht mitzähle.

## Auf dem Spiel basierende Medien
Im Egmont Ehapa Verlag erschien ein 44-seitiger Comic, der eine Vorgeschichte zum ersten Teil der Gothic-Reihe erzählt. Sie handelt von Milten, der wegen Diebstahls zum lebenslangen Aufenthalt in der Barriere verurteilt wird und sich dort seinen Platz in der „Gesellschaft“ der Mitgefangenen erkämpft. Auch auf die zukünftigen Mitstreiter Gorn, Lester und Diego wird eingegangen, zudem erfährt man, warum der zweite Turm des Alten Lagers eingestürzt ist. Der Comic wird nicht mehr aufgelegt und ist inzwischen als Sammlerobjekt begehrt. Lediglich in der Ausgabe 01/2007 des Spielemagazins PC Games war ein Nachdruck des Comics enthalten.
Die Handlung des Spiels wurde im Jahre 2006 von einem Fanprojekt mit der spieleeigenen Grafik verfilmt.

## Sonstiges
- Die Mittelalter-Rockband In Extremo hat einen virtuellen Auftritt im Alten Lager, bei dem sie ihr Lied „Herr Mannelig“ aufführen. Solange sich der Spieler im zweiten Kapitel befindet, spielt die Band neben dem Eingang zur Burg. Der Auftritt wurde aus nicht deutschsprachigen Veröffentlichungen aus lizenzrechtlichen Gründen entfernt.
- Die US-Version von Gothic wurde leicht zensiert: Man verpasste einer badenden Sklavin einen BH, den sie in der deutschen Version nicht trägt.
- Gothic weist auch gegen Ende des Spiels noch eine mehr oder weniger versteckte Nebenquest auf, in der man die Bücher des Chromanin finden muss. Diese Quest, welche sich wie eine Schnitzeljagd gestaltet, wurde mit dem zweiten Patch zur Version 1.08h mitgeliefert.[44]

## Nachfolger und Remake
Nach dem Erscheinen von Gothic arbeiteten Entwickler bei Piranha Bytes zunächst an einem Add-on für das Spiel. Auf Druck von Phenomedia wurde die Entwicklung allerdings eingestellt, nachdem man eine Kooperation mit Publisher JoWooD einging. Stattdessen konzentrierte man sich auf die Entwicklung von Gothic II. Der Nachfolger wurde schließlich am 29. November 2002 durch JoWooD veröffentlicht. Es folgten weitere Teile der Gothic-Serie.
Im Dezember 2019 veröffentlichte Publisher THQ Nordic, der den Entwickler und Rechteinhaber Piranha Bytes zuvor aufgekauft hatte, eine Gameplay-Demo zu einem Remake von Gothic. Das Gothic-Remake soll für PC, PlayStation 5 und Xbox Series X erscheinen und wird vom spanischen Entwicklerstudio Alkimia Interactive in Barcelona entwickelt.